# BLF

Läderflaggan som bl.a. brukar hänga utanför läderklubbar i Berlin.

BLF är en tysk läder- och fetischförening för homosexuella i Berlin som startade 1998, men som har sitt ursprung i det tidiga 70-talets Västberlin. Läderfestivalen Ostertreffen eller Easter Fetish Week startade redan 1973.  Idag har BLF hand om denna festival. BLF står för "Berlin Leder und Fetisch e.V". Föreningen har flera internationellt kända evenemang såsom Gay Rubber Weekend i oktober (för killar som gillar gummikläder), Gay Skinhead Weekend i november (för killar som gillar skinheadstilen). Det mest kända evenemanget är Easter Fetish Week som hålls varje år i ca fem dagar kring påsk. Under detta evenemang träffas fetischkillar från hela Europa i en av Europas största fetischsammankomster. Flera olika fetischfester anordnas runt hela Berlin, men de flesta ställen ligger i de gamla legendariska gaykvarteren vid Nollendorfplatz. 